# Cytocystis clitellatus
Cytocystis, Cytocystidae
Famille
Genre
Espèce
Cytocystis clitellatus, unique représentant du genre Cytocystis et de la famille des Cytocystidae, est une espèce de vers plats marins de l'ordre des Rhabdocoela (infra-ordre des Eukalyptorhynchia  et sous-ordre des Kalyptorhynchia).

## Systématique
Les noms valides complets (avec auteur) de ces taxons sont :
- pour la famille : Cytocystididae Karling, 1964,
- pour l'unique genre de la famille : Cytocystis Karling, 1953,
- pour l'unique espèce du genre : Cytocystis clitellatus Karling, 1953[1].

### Synonyme de Cytocystididae
Cytocystididae a pour synonyme Cytocystidae Karling, 1964.

### Publications originales
- Pour la famille : (de) Tor Gustav Karling, « Ueber einige neue und ungenuegend bekannte Turbellaria Eukalyptorhynchia », Zoologischer Anzeiger, vol. 72, 1964, pp. 159-183
- Pour les genre et espèce : (de) Tor Gustav Karling, « Cytocystis clitellatus n.gen. n.sp., ein neuer Eukalyptorhynchien-typus (Turbellaria) », Arkiv för Zoologi, vol. 4, 1953, pp. 493-504